# Lelo burti

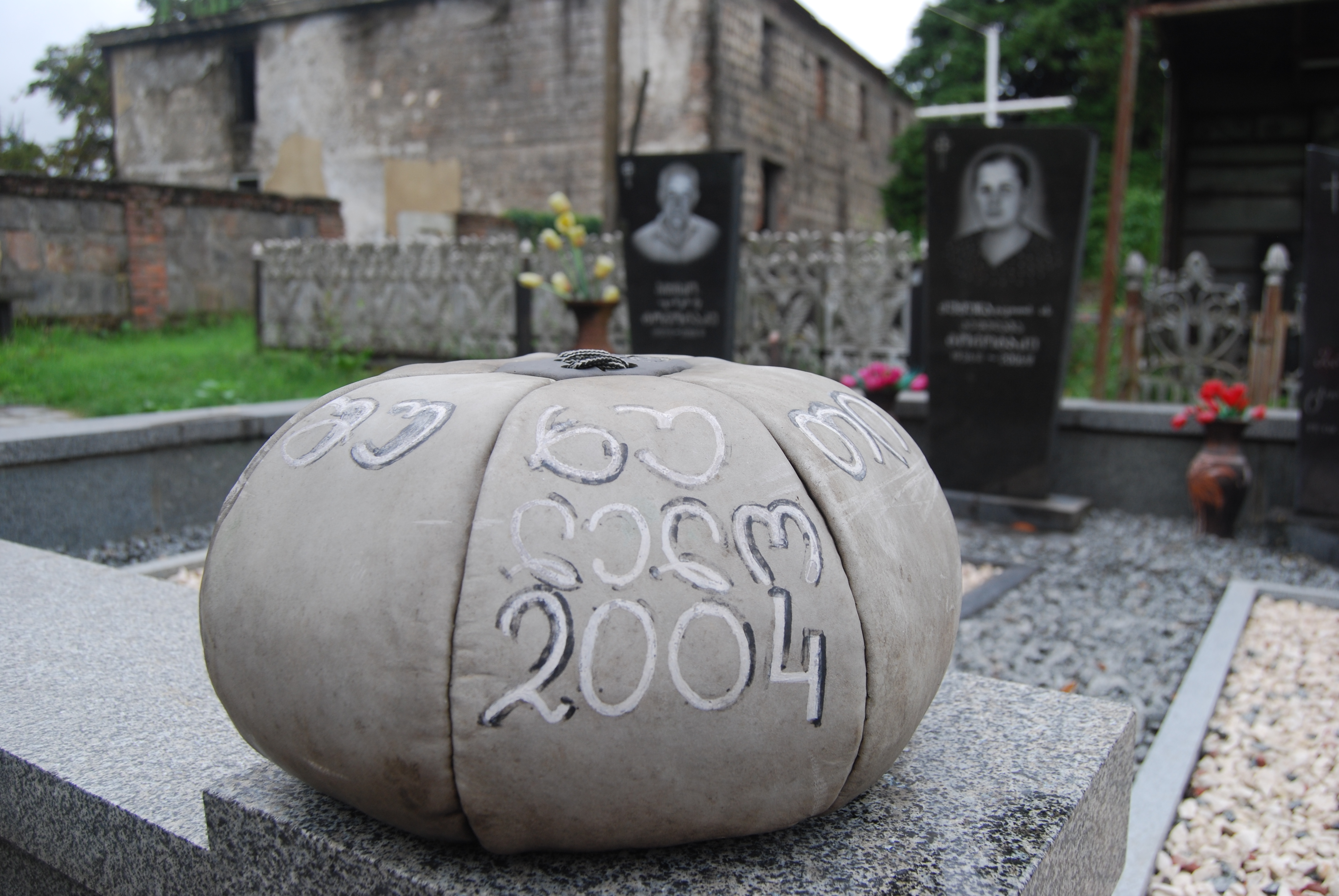
Traditioneller Lelo-Ball

Lelo burti (georgisch ლელო ბურთი, wörtlich „Feldball (spielen)“, kurz Lelo genannt) ist eine in Georgien ausgeübte traditionelle Vollkontakt-Ballsportart, die große Ähnlichkeiten mit Rugby aufweist. Das Spiel soll in Georgien schon während der Antike gespielt worden sein. Eine der ältesten schriftlichen Erwähnungen findet sich im georgischen Nationalepos Der Recke im Tigerfell von Schota Rustaweli aus der Zeit um 1200, in dem die Hauptfiguren Lelo burti spielen.

## Traditionelle Version
Die traditionelle Version kennt keine festen Regeln und keine feste Anzahl Spieler. Zwei Mannschaften versuchen dabei, mit allen möglichen Mitteln einen Ball auf die andere Seite eines Feldes zu befördern; ein Wasserlauf dient als Mittel- oder Ziellinie. Der rund 16 kg schwere, aus Rindsleder bestehende Ball ist mit Holzspänen und Sand gefüllt, wobei die Füllung zuvor in geweihten Wein getränkt wird. Kurz vor Spielbeginn segnet ein orthodoxer Priester den Ball und wirft ihn anschließend in die Luft, wodurch er das Startsignal für das Spiel gibt.
Regelmäßig ausgetragen wird die traditionelle Version nur noch jeweils Ostern im Dorf Schuchuti in der westlichen Region Gurien. Es spielen jeweils mehrere hundert Personen aus zwei benachbarten Ortsteilen – Männer, Frauen und Kinder gleichermaßen. Das Spiel ist beendet, wenn der Ball erfolgreich zu einem Ende des Feldes getragen oder gerollt wurde, was mitunter mehrere Stunden dauern kann. Der Tradition gemäß wird der Ball anschließend auf dem Friedhof zu Ehren eines Verstorbenen auf ein zuvor festgelegtes Grab gelegt, je nachdem welche Mannschaft gewonnen hat.

## Standardisierte Version
In ihrem Bemühen, das Spiel von der jahrhundertealten christlichen Tradition zu trennen, führten die kommunistischen Behörden der Sowjetunion eine standardisierte Version ein. Gemäß dem modernen Regelwerk wird Lelo burti auf einem Spielfeld von 90 bis 135 m Länge und 60 bis 90 m Breite gespielt. Der runde Spielball aus Leder ist mit Rosshaar, Gras und Schafwolle gefüllt; er wiegt zweieinhalb Kilogramm und hat einen Durchmesser von 85 bis 90 cm. Wie im Rugby Union stehen sich fünfzehn Spieler gegenüber, im Gegensatz dazu ist das Vorwärtspassen jedoch erlaubt. Die Spieler dürfen dem Gegner den Ball aus der Hand schlagen, aber das Blockieren von Gegnern ohne Ball ist nicht erlaubt. Das Stoßen und Stolpernlassen von Gegnern ist ebenfalls verboten, und die Spieler dürfen nicht auf sie springen. Ziel ist es, den Ball in das Tor zu befördern, das als mak bezeichnet wird. Außerdem dürfen die Spieler den Ball nur fünf Sekunden lang tragen, bevor sie ihn weitergeben. Das Spiel umfasst zwei Hälften zu je 30 Minuten, mit einer zehnminütigen Pause.

## Lelo und Rugby
Die heutige große Beliebtheit von Rugby Union in Georgien wird auf das Lelo burti zurückgeführt. In der georgischen Rugby-Terminologie wird das Wort lelo für einen Versuch verwendet. Der Spitzname der georgischen Rugby-Union-Nationalmannschaft lautet Lelos.